# 道次第
道次第（藏語：লামরিম，威利转写：Lamrim），佛教書籍的類稱。在藏傳佛教中，根據資質稟賦的不同，將佛教修學劃分為數個不同階段；以這為主題，所寫成的書籍，都可稱為道次第。這類書籍中，最早出現的，是阿底峽的《菩提道燈論》，這也是這類型書籍的共同範本
。寧瑪派、噶當派及格魯派，各自以道次第為基礎發展出自身的論書。

## 字源
標準藏語：，意為道路。（rim）則是階段。字面來說，道次第是指在不同階段的人，所應該走的道路。

## 概論
阿底峽在《菩提道燈論》中，將修學佛教的人，依程度，分為下士，中士及上士。阿底峽先描述不同根器的人之間的差別，再依不同程度，分別給與不同的教授，使他們最終都可以得到智慧，達到涅槃解脫。

## 道次第著作
岡波巴《解脫道莊嚴論》。
宗喀巴以此為主題，撰寫過數本不同著作，其中最有名的是《菩提道次第廣論》。